# Šagor
Šagor též Šagur, (hebrejsky: שגור, arabsky: الشاغور aš-Šághúr, anglicky: Shaghur, v oficiálním seznamu sídel Shaghor) bylo město v Izraeli, v Severním distriktu vzniklé roku 2003 sloučením tří samostatných obcí a zrušené po roce 2008, kdy se původní obce opět osamostatnily.

## Geografie
Šagor ležel v nadmořské výšce 277 metrů, v údolí Bejt ha-Kerem odvodňovaném tokem Nachal Šagor, na pomezí Dolní a Horní Galileji, cca 18 kilometrů východně od města Akko, cca 105 kilometrů severovýchodně od centra Tel Avivu a cca 28 kilometrů severovýchodně od centra Haify. Šagor se nacházel v hustě zalidněném pásu. Osídlení v tomto regionu je smíšené. Vlastní město Šagor bylo osídleno izraelskými Araby, stejně jako mnohá další města a vesnice v okolí. Na jihovýchod od bývalého Šagoru leží ale větší židovské město Karmiel.
Šagor byl na dopravní síť napojen pomocí dálnice číslo 85, která ve východozápadním směru propojuje Akko a oblast okolo Galilejského jezera.

## Dějiny jednotlivých částí města
Šagor patřil k největším arabským sídlům v Galileji. Město vzniklo uměle, sloučením tří do té doby samostatných obcí v roce 2003. Šlo o Madžd al-Krúm, Dejr al-Asad a Bi'ina.
- Madžd al-Krúm (arabsky:مجد الكروم, hebrejsky: מַגְ'ד אל-כֻּרוּם, anglicky: Majd al-Krum) ve starověku zde stála židovská vesnice, která dala jméno zdejšímu údolí Bejt ha-Kerem. Později osídlena muslimskými Araby. Během První arabsko-izraelské války zde měl tábor vůdce arabských dobrovolnických sil Fauzí al-Kaukdží.[3] Oblast byla ale koncem října 1948 dobyta v rámci Operace Chiram izraelskou armádou, stejně jako celá přilehlá oblast centrální a severní Galileje.[4][5] Část obyvatel pak uprchla, ale do obce naopak dorazili noví obyvatelé - Arabové vysídlení z okolních vesnic. Po roce 1948 se Madžd al-Krúm rozrůstal a roku 1964 získal status místní rady (menšího města). Zemědělství mezitím ztrácelo pro místní ekonomiku původní význam. Obec se stala výrazným regionálním centrem. Konají se tu folklórní festivaly a vychází tu časopis o arabské kultuře.[3]

- Dejr al-Asad (arabsky:دير الأسد, hebrejsky: דֵיר אל-אַסַד, anglicky: Deir al-Asad) byla založena ve středověku. Vesnice se zmiňuje už v dobách křižáckých válek. Ležela na strategické spojnici měst Akko a Safed. Obyvatelé jsou muslimští Arabové.[6] I ona byla roku 1948 dobyta a začleněna do státu Izrael, přičemž arabské obyvatelstvo zde zůstalo.

- Bi'ina (arabsky: بعنة , hebrejsky: בִּעְנָה, anglicky: Bi'ina) byla založena patrně v raném novověku poté, co sultán Sulejman I. vyhnal ze sousední vesnice Dejr al-Asad křesťany. Jejich potomci se pak usadili poblíž svého starého domova a založili zde novou vesnici. Německý cestovatel zde roku 1806 uvádí i drúzské památky. Rovněž francouzský cestovatel Victor Guérin zde koncem 19. století uvádí mezi obyvateli Drúzy a arabské křesťany. Roku 1948 vesnici dobyli Izraeli a ponechali zdejší populaci na místě. V současnosti jde o smíšené muslimsko-křesťanské sídlo, kde muslimové tvoří cca 75 % a křesťané cca 25 % populace. V Bi'ina fungují 2 mešity, dále katolický a ortodoxní kostel. Působí zde zařízení předškolní péče o děti, 2 základní školy a střední škola.[7]

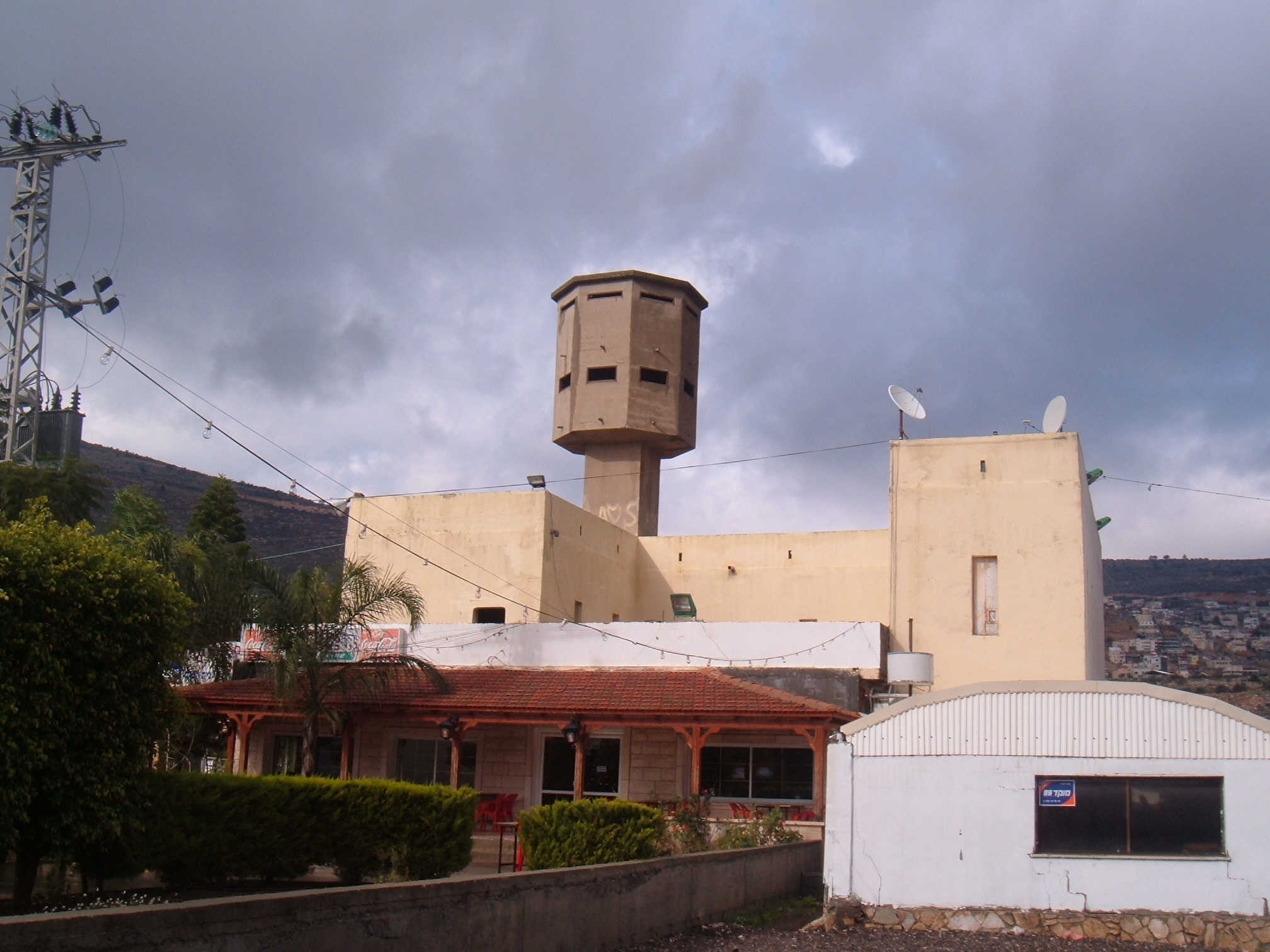
Britská pevnost z doby mandátní Palestiny v Madžd al-Krúm

## Sloučení do obce Šagor
Během 2. poloviny 20. století zaznamenaly všechny tři obce mimořádný populační nárůst. V roce 2002 měl Madžd al-Krúm 11 400, Dejr al-Asad 8300 a Bi'ina 6700 obyvatel. Všechny tři obce zároveň územně expandovaly a vytvořily souvislou aglomeraci. Všechny také postupně získaly status místní rady (malého města). V roce 2003 v rámci reformy samosprávy došlo k jejich sloučení do jedné obce, pro kterou zvolen název Šagor. Ta byla v roce 2005 povýšena na město.

## Rozpuštění města a opětovné osamostatnění jeho částí
Unie se ovšem neosvědčila a sloučené město se potýkalo s ekonomickými potížemi. Radnici chyběl profesionální úřednický sbor, jednotlivé městské části se vzájemně obviňovaly z neúměrného preferování jedné či druhé, nedařilo se vybírat komunální daně. Zhroutil se systém odvozu komunálního odpadu a kanalizace. Splašky tak po dlouhou dobu znečišťovaly vádí poblíž města. Kvůli dluhu u vodárenské společnosti Mekorot byla do Šagor opakovaně přerušena dodávka pitné vody. V roce 2008 bylo proto rozhodnuto, že dojde k opětovnému osamostatnění všech tří původních obcí, ve kterých měly v srpnu 2009 proběhnout komunální volby.

## Demografie
Šagor byl etnicky arabským městem. Arabská komunita se dělila na většinové muslimy (zejména v Madžd al-Krúm a Dejr al-Ásad) a menšinové arabské křesťany v Bi'ině. Šagor byl středně velké sídlo městského typu, byť zástavba měla zejména na okrajích obce rozvolněný a spíše venkovský ráz. K 30. červnu 2009 zde žilo 30 800 lidí. Během roku 2008 stoupla populace o 2,1 %.
| Rok            | 1955  | 1961  | 1972  | 1983   | 1995   | 2002   | 2003   | 2004   | 2005   | 2006   | 2007   | 2008   | 2009   |
| -------------- | ----- | ----- | ----- | ------ | ------ | ------ | ------ | ------ | ------ | ------ | ------ | ------ | ------ |
| Počet obyvatel | 4 100 | 6 200 | 9 800 | 14 100 | 21 500 | 26 400 | 27 100 | 27 800 | 28 500 | 29 200 | 29 900 | 30 500 | 30 800 |

Vývoj počtu jednotlivých samostatných součástí města Šagor je v jednotlivých článcích Madžd al-Krúm, Dejr al-Asad a Bi'ina